# Guayaquil, Ensenada
Guayaquil, Ensenada är en vik i Antarktis. Den ligger i Sydshetlandsöarna. Argentina, Chile och Storbritannien gör anspråk på området.